# Apart (Kurzfilm)
Apart ist ein Spielfilm des österreichischen Regisseurs und Drehbuchautors Lukas Galle aus dem Jahr 2020. Der Kurzfilm wurde mehrfach ausgezeichnet und nominiert. Ein Kinostart ist in Österreich am 2. Oktober 2020 geplant.

## Handlung
Eine Abenteuergeschichte über Amelia Chaplin, eine junge Frau, die in einer post-apokalyptischen Welt lebt und plötzlich ein SOS-Signal von jemand unbekanntem empfängt. Infolgedessen macht sie sich auf die Reise diese Person ausfindig zu machen, jedoch bemerkt sie schnell, dass sie von etwas verfolgt wird...